# Strada maestra M5 (Bielorussia)
La strada M5 (in bielorusso Магістраль М5?, Mahistral' M5; in russo Магистраль М5?, Magistral' M5) è una strada maestra della Bielorussia, che unisce la capitale Minsk a Homel', nel sud-est del paese.
Forma parte della strada europea E271.

## Percorso
Condivide i primi 12 km con l'M4, vicino a Privolnyi s'interseca con la M1 e poi si dirama correndo verso sud-est. Vicino a Babrujsk si incrocia con molte strade regionali. Vicino a Homel' si collega alla M8. Tutta la strada è a doppia carreggiata.